# Primera División 1921 (Venezuela)
La Primera División 1921 fu la 1ª edizione della massima serie del campionato venezuelano di calcio, e fu vinta dall'América FBC.

## Avvenimenti
Il primo campionato ufficiale che si disputò in Venezuela contò almeno due partecipanti: l'América Foot Ball Club e il Centro Atlético. Al termine della stagione l'América risultò vincitrice, mentre il Centro Atlético chiuse al secondo posto.

## Partecipanti
- América FBC
- Centro Atlético

## Classifica finale
|                      | Pos. | Squadra         | Pt | G | V | N | P | GF | GS | DR |
| -------------------- | ---- | --------------- | -- | - | - | - | - | -- | -- | -- |
| Venezuela (bandiera) | 1.   | América FBC     | ?  | ? | ? | ? | ? | ?  | ?  | ?  |
|                      | 2.   | Centro Atlético | ?  | ? | ? | ? | ? | ?  | ?  | ?  |

Legenda:

         Campione del Venezuela 1921
Note:
Due punti a vittoria, uno a pareggio, zero a sconfitta.